# Mormonia affinia
Mormonia affinia là một loài bướm đêm trong họ Noctuidae.